# Jonathan Wyatt
Jonathan Wyatt (* 20. Dezember 1972 in Lower Hutt) ist ein neuseeländischer Langstreckenläufer und seit Ende der 1990er Jahre der dominierende Bergläufer in der Welt. Er gewann in den Jahren 1998, 2000, 2002, 2004, 2005, 2007 und 2008 den Weltmeistertitel im Berglauf.

## Werdegang
Seine ersten vier Weltmeistertitel errang Wyatt auf reinen Bergauf-Strecken, die stets in den geraden Jahren für die Weltmeisterschaften auf der Normaldistanz gewählt werden.
2005 nahm er zum zweiten Mal an Bergauf-Bergab-Weltmeisterschaften teil und gewann diese erstmals, obwohl er eigentlich reine Bergauf-Strecken bevorzugt.
2006 belegte er den zweiten Platz bei den Berglauf-Weltmeisterschaften. 2007 gewann er die Weltmeisterschaften auf der Langstrecke im Rahmen des Jungfrau-Marathons (42,195 Kilometer Länge; 1829 Meter Steigung; 305 Meter Gefälle). 2008 errang er erneut auf einer Bergauf-Strecke in Crans-Montana den Weltmeistertitel.
In den Jahren 1999 bis 2003 blieb er auch im Treppenlauf unbesiegt. Er hält unter anderem den Rekord am KL Tower (2058 Stufen) in Malaysia.
Er ist achtfacher Sieger des WMRA World Cups (1999, 2002, 2003, 2004, 2005, 2006, 2008, 2009).
Bei den Berglauf-Weltmeisterschaften 2010 in der slowenischen Stadt Kamnik belegte er den achten Rang; seine Frau Antonella Confortola Wyatt wurde Sechste.
Seit 2011 tritt er nicht mehr international in Erscheinung.
Er ist heute im Entwicklungsteam des Trientner Betriebes La Sportiva tätig.

### Privates
Seit Mai 2009 ist er mit der italienischen Skilangläuferin und Bergläuferin Antonella Confortola (* 1975) verheiratet und die beiden leben in Ziano di Fiemme (Fleimstal).

## Sportliche Erfolge

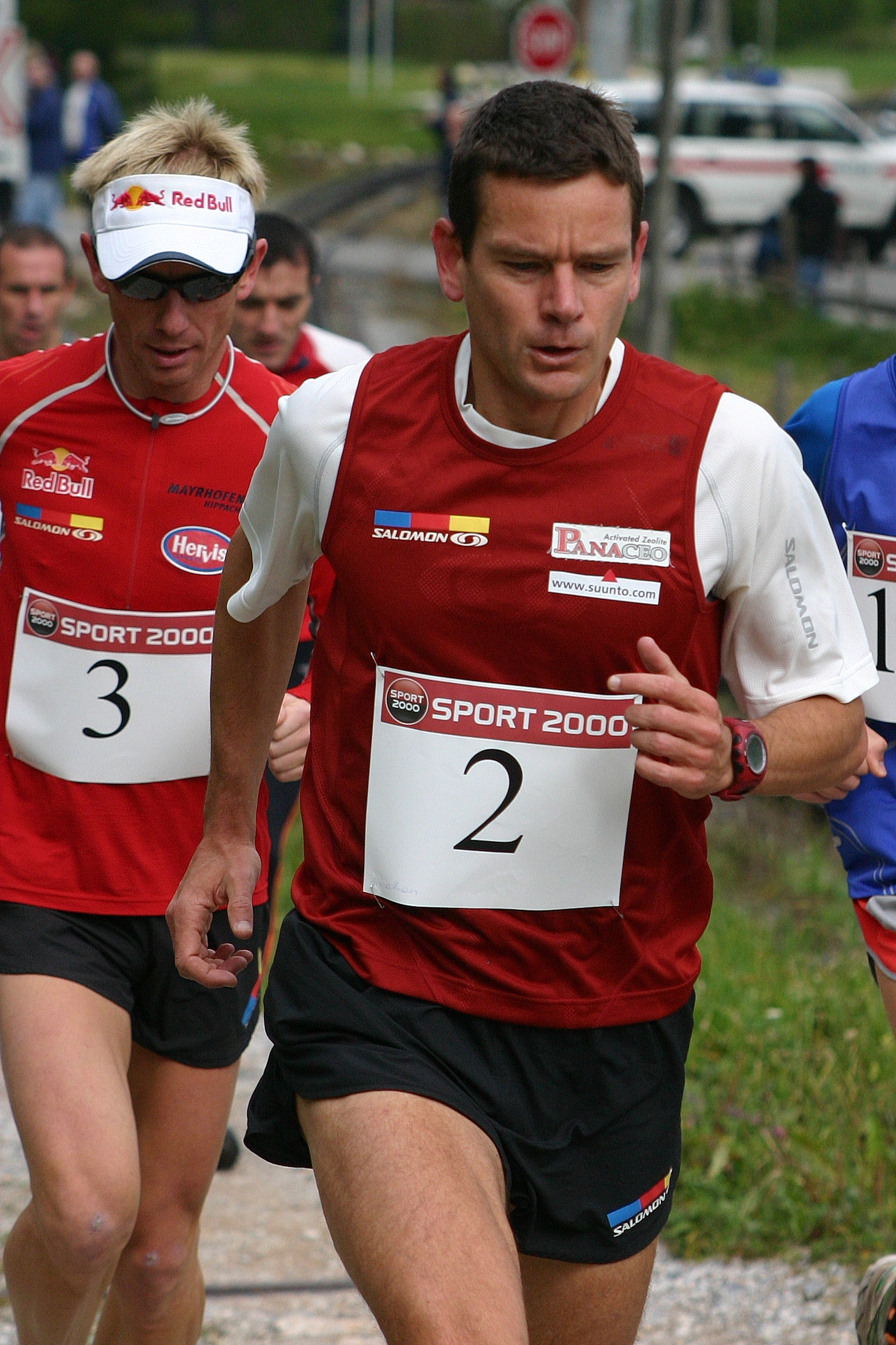
Jonathan Wyatt beim Schneeberglauf 2008

| Datum/Jahr    | Rang | Wettbewerb                        | Austragungsort    | Zeit     | Bemerkung                                   |
| ------------- | ---- | --------------------------------- | ----------------- | -------- | ------------------------------------------- |
| 14. Sep. 2008 | 1    | Berglauf-Weltmeisterschaften 2008 | Sierre            | 00:55:04 | Berglauf-Weltmeister (12,0 km, 930 hm)      |
| 10. Sep. 2006 | 2    | Berglauf-Weltmeisterschaften 2006 | Bursa             | 00:56:22 | Berglauf-Vizeweltmeister (12,0 km, 1275 hm) |
| 25. Sep. 2005 | 1    | Berglauf-Weltmeisterschaften 2005 | Wellington        | 00:53:23 | Berglauf-Weltmeister (13,5 km, 930 hm)      |
| 2004          | 1    | Berglauf-Weltmeisterschaften 2004 | Sauze d’Oulx      |          | Berglauf-Weltmeister                        |
| 2002          | 1    | Berglauf-Weltmeisterschaften 2002 | Innsbruck         |          | Berglauf-Weltmeister                        |
| 2000          | 1    | Berglauf-Weltmeisterschaften 2000 | Bergen (Chiemgau) |          | Berglauf-Weltmeister beim Hochfellnberglauf |
| 1998          | 1    | Berglauf-Weltmeisterschaften 1998 | La Réunion        |          | Berglauf-Weltmeister                        |

| Datum/Jahr    | Rang | Wettbewerb                   | Austragungsort | Zeit     | Bemerkung                     |
| ------------- | ---- | ---------------------------- | -------------- | -------- | ----------------------------- |
| 29. Aug. 2004 | 22   | Olympische Sommerspiele 2004 | Athen          | 02:17:45 |                               |
| 27. Apr. 2003 | 13   | Hamburg-Marathon             | Hamburg        | 02:13:00 | persönliche Marathon-Bestzeit |
| 13. Okt. 2002 | 1    | München-Marathon             | München        | 02:23:19 |                               |

## Erfolge bei Bergläufen
- 1999 – Erster beim World for Mountain Running Grand Prix
- 2000 – Sieger beim 12. internationalen Schlickeralmlauf (Berglauf Grand Prix) in Telfes im Stubai (AUT)
- 2001 – Sieger beim Drei-Zinnen-Lauf in Sexten (ITA)
- 2003 – Erster beim Berglauf Sierre–Zinal in der Schweiz und Streckenrekord in 2:29:12 h
- 2003 – Erster beim Jungfrau-Marathon und Streckenrekord in 2:49:01 h
- 2003 – Sieger beim 15. internationalen Schlickeralmlauf (Berglauf Grand Prix) in Telfes im Stubai (AUT)
- 2004 – Sieger beim Dolomitenmann in Lienz (Osttirol)
- 2004 – Sieger beim Mount Washington Road Race mit neuem Streckenrekord
- 2004 – Sieger beim Drei-Zinnen-Lauf in Sexten (ITA)
- 2004 – Sieger beim 16. internationalen Schlickeralmlauf (Berglauf Grand Prix) in Telfes im Stubai (AUT) mit neuem Streckenrekord von 55:32 min
- 2005 – Sieger beim Dolomitenmann in Lienz (Osttirol)
- 2005 – Sieger beim Kolsassberg Run 2005 mit neuem Streckenrekord (24:11,98 min)
- 2005 – Sieger beim Drei-Zinnen-Lauf in Sexten (ITA)
- 2005 – Sieger beim 17. internationalen Schlickeralmlauf (Berglauf Grand Prix) in Telfes im Stubai (AUT)
- 2006 – Sieg beim Graubünden-Marathon von Chur auf das Parpaner Rothorn
- 2006 – Sieg beim Achenseelauf in Tirol über 23,2 Kilometer
- 2006 – Sieger beim 18. internationalen Schlickeralmlauf (Berglauf Grand Prix) in Telfes im Stubai (AUT)
- 2006 – Sieg beim Schneeberglauf mit neuem Streckenrekord (52:21 min)
- 2006 – Sieg beim Kolsassberg Run 2006 mit neuem Streckenrekord (23:17,20 min)
- 2006 – Sieg beim Gamperney Berglauf mit neuem Streckenrekord (41:55,51 min)
- 2007 – Sieg beim Schneeberglauf
- 2007 – Sieger beim Jungfrau-Marathon in 2:55:32 h (zugleich Weltmeisterschaften der Langdistanz)
- 2007 – Ex-aequo Sieger mit Marco De Gasperi (ITA) beim Kolsassberg Run 2007
- 2008 – Sieg beim Schneeberglauf
- 2008 – Sieg beim Graubünden-Marathon von Chur auf das Parpaner Rothorn bei Lenzerheide
- 2008 – Sieger beim Dolomitenmann in Lienz (Osttirol)
- 2008 – Sieger bei der Tour de Tirol in Söll Tirol
- 2008 – Sieger beim 20. internationalen Schlickeralmlauf in Telfes im Stubai (AUT)
- 2008 – Berglaufweltmeister in Crans-Montana (11,97 km; 1046 m Höhendifferenz in 55:03 min)
- 2008 – Ex-aequo-Sieger mit Marco De Gasperi (ITA) beim Kolsassberg Run 2008[2]
- 2008 – Sieger beim Alpin-Marathon Liechtenstein
- 2009 – Sieg beim Zermatt-Marathon mit neuem Streckenrekord (2:57:47 h)
- 2009 – Sieger beim Kolsassberg Run (13. Dezember 2009, 5253 m/593 m Höhendifferenz in 23:58,50 min)
- 2009 – Sieger beim Jungfrau-Marathon 42.195 m Länge/1829 m Steigung/305 m Gefälle in 2:58:33,4 h
- 2009 – Sieger beim Alpin-Marathon Liechtenstein
- 2010 – Sieger beim Drei-Zinnen-Lauf in Sexten (ITA)
- 2010 – Sieger beim 22. internationalen Schlickeralmlauf in Telfes im Stubai (AUT), mit 7 Siegen Rekordsieger sowie Streckenrekordhalter (2004) beim Schlickeralmlauf

Wyatt belegte zudem bei zahlreichen weiteren Bergläufen und Bergmarathons erste Plätze und ist Inhaber vieler Streckenrekorde.
- 2011 – Sieger beim Drei-Zinnen-Lauf in Sexten (ITA) Zeit: 1:29:02 h

## Erfolge auf flachen Strecken
- 1996 – 16. Platz bei den Olympischen Sommerspielen in Atlanta beim 5000-Meter-Lauf
- 2002 – Sechster beim Marathon der Commonwealth Games in Manchester in 2:14:20 h
- 2002 – Sieger beim Medien-Marathon in München in 2:23:19 h
- 2003 – 10.000 Meter in 27:56,72 min in Inglewood (Neuseeland)